# Sants-Montjuïc
Sants-Montjuïc ist der dritte der zehn Stadtbezirke der katalanischen Hauptstadt Barcelona. Mit einem Gebiet von 22,94 Quadratkilometern nimmt er mehr als ein Fünftel der Gesamtfläche Barcelonas ein, was ihn zum größten der Stadt macht. Bezogen auf die Einwohnerzahl ist er der drittgrößte Stadtbezirk. Neben ausgedehnten städtischen Wohn-, Dienstleistungs- und Gewerbeeinrichtungen hat der Bezirk ausgedehnte Grünflächen vorzuweisen, und beherbergt den größten Teil des Hafens der Mittelmeerstadt, was sich auch in der Einwohnerdichte abzeichnet, die mit rund 8.000 Einwohnern/km² nur etwa halb so hoch ist wie in der Gesamtstadt.

## Geschichte
Bevor Sants 1897 in die Stadt Barcelona eingemeindet wurde, war es eine selbstständige Gemeinde in dem Landstrich Pla de Barcelona, gelegen am Camí Ral und trug den Namen Santa Maria de Sants. Es bestanden zwei Siedlungsschwerpunkte – zum einen das zentrale Sants, und das in der Nähe des heutigen Hafens gelegene Marina de Sants. Im 19. Jahrhundert profitierte Sants enorm von seiner Lage vor den Toren der Großstadt Barcelona, aus der viele Unternehmer ihre Aktivitäten nach Sants verlagerten um Steuern zu sparen. Der Bau der Eisenbahn von Barcelona in Richtung Süden verstärkte diese Tendenzen.

## Geografie

### Lage
Sants-Montjuïc macht den südlichsten Teil der Stadt aus und grenzt im Westen an die Stadt L’Hospitalet de Llobregat und im Süden an El Prat de Llobregat, wo sich auch der internationale Flughafen befindet. Angrenzende Stadtbezirke sind im Nordwesten Les Corts, im Norden der Eixample und im Nordosten die Ciutat Vella (Altstadt).

### Stadtviertel im Bezirk

Die acht Stadtteile von Sants-Montjuïc

Der Stadtbezirk gliedert sich in folgende Stadtviertel und -bereiche:
| Code | Name                       | Einwohner (2009) | Fläche (ha) | Einwohnerdichte (Personen/ha) |
| ---- | -------------------------- | ---------------- | ----------- | ----------------------------- |
| 11   | El Poble-sec               | 41.018           | 94,3        | 434,8                         |
| 12   | La Marina del Prat Vermell | 1.085            | 75,3        | 14,4                          |
| 13   | La Marina de Port          | 30.128           | 125,5       | 240,1                         |
| 14   | La Font de la Guatlla      | 10.336           | 30,2        | 342,1                         |
| 15   | Hostafrancs                | 16.208           | 41,0        | 395,1                         |
| 16   | La Bordeta                 | 18.823           | 57,7        | 326,5                         |
| 17   | Sants-Badal                | 24.507           | 41,1        | 596,9                         |
| 18   | Sants                      | 42.438           | 109,8       | 386,6                         |
| -    | Park Montjuïc              | 0                | 366,1       | 0                             |
| -    | Hafengebiet Zona Franca    | 0                | 1.353,1     | 0                             |
| III  | Sants-Montjuïc             | 184.543          | 2.294,0     | 80,4                          |

## Verkehr und Infrastruktur

### Verkehr
Im Stadtbezirk befindet sich mit dem Bahnhof Estació de Sants der frequentierteste Bahnhof der Stadt, mit Fernverbindungen zu vielen Zielen auf der iberischen Halbinsel und dem Rest Europas. Alle Linien der Rodalies Barcelona sind an den Bahnhof Sants angebunden. Angeschlossen an den Bahnhof ist auch einer der Busbahnhöfe der Stadt.
Der Bezirk Sants-Montjuïc wird von den U-Bahn-Linien L1, L3 und L5 der Metro Barcelona durchkreuzt, die Linie L8 hat, zusammen mit einigen Regionalverbindungen, ihren Ausgangspunkt unter der Plaça Espanya, einem der monumentalen Plätze im Stadtbezirk. Ein dichtes Busnetz bietet eine weitere Feinerschließung sowie innerstädtische Direktverbindungen, die von der U-Bahn nicht angeboten werden.
Das städtische Leihfahrradsystem Bicing ist in den Wohngebieten des Bezirks flächendeckend vertreten, und die Fahrradwege und -spuren wurden in den vergangenen Jahren sukzessive ausgebaut.
Der Stadtbezirk Sants-Montjuïc wird vom ersten und zweiten Straßenring um die Stadt Barcelona durchkreuzt, welche die Stadtbezirke untereinander und die Stadt mit den regionalen und nationalen Schnellstraßen verbindet. Die Gran Via de les Corts Catalanes, als eine der wichtigsten Hauptverkehrsstraßen der Stadt durchschneidet den Stadtbezirk. Weitere bedeutende Straßenzüge sind die Avinguda del Paral·lel, die Carrer de Numància und die Carrer de Tarragona. Die Straßen Carrer de Sants und die Carrer de la Creu Coberta ziehen mit ihren Fachgeschäften auch viele Bewohner anderer Stadtbezirke und Touristen an.